# Христо Самсаров
Христо Ненков Самсаров  е български възрожденски учител и политик.

## Биография
Роден е през 1842 година в град Сливен, Османска империя. Учи в Търново при Никола Михайловски, а след това във Военномедицинското училище в Цариград.
Учителства в Ески Джумая (1864-1869), Видин (1869-1870), Гложене (1871-72), Оряхово (1873) и главен учител във Варна (1873), директор
на трикласното училище в същия град (1873-1877 г.). Преподава църковно пеене в Първа мъжка гимназия в София през 1881 г.
След Освобождението става първия кмет на Ески Джумая. Като кмет на града изкарва 3 мандата – през 1878 г., от 1879 до март 1880 г., от 22 април 1885 до януари 1887 г.. През 1881 г. издава учебника „Отечествена география за употребление в първите класове на народните училища“. Превежда от руски език "Дон Кихот" през 1882 г., а от френски език - "За ролята на държавата" през 1883. Той е сред редакторите на научното списание "Български преглед".
Участва в работата на Учредителното, Първо, Второ, Четвърто и Шесто обикновени народни събрания и Първо и Четвърто велики народни събрания. Доброволец в Сръбско-българската война. След 1889 г. е окръжен управител в Оряхово, Лом и Бургас.
През 1892 г. се пенсионира и се заселва във Варна.

## Памет
На негово име е наречена бившата улица XVIII във Варна. Tова решение е взето през март 1912 г. на тържествено събрание на Варненското археологическо дружество по случай петдесетгодишнината на първото българско училище в града. Председателят на дружеството Херман Шкорпил предлага да се преименуват 30 улици (наречени линии) с имената на заслужили дейци на учебното дело и възраждането на българщината във Варна.